# Marek Ujlaky
Marek Ujlaky (ur. 26 marca 1974 w Zeleneču) – piłkarz słowacki grający na pozycji ofensywnego pomocnika. W swojej karierze 40 razy wystąpił w reprezentacji Słowacji i strzelił w niej 2 gole.

## Kariera klubowa
Karierę piłkarską Ujlaky rozpoczął w klubie Spartak Trnawa. W 1991 roku awansował do kadry pierwszej drużyny i w sezonie 1991/1992 zadebiutował w jego barwach w pierwszej lidze czechosłowackiej. Od czasu debiutu był podstawowym zawodnikiem Spartaka. W 1998 roku osiągnął z nim swoje pierwsze sukcesy - zdobył Puchar Słowacji, a następnie także Superpuchar Słowacji. W 2000 roku wypożyczono go do czeskiego klubu 1. FK Drnovice, w którym spędził pół roku. W 2001 roku odszedł do Slovana Bratysława, ale na początku 2002 roku wrócił do Spartaka Trnawa. Występował w nim do zakończenia sezonu 2006/2007.
Latem 2007 Ujlaky zmienił klub i został piłkarzem drużyny FC Senec. W trakcie sezonu 2007/2008 odszedł z niego do FC ViOn Zlaté Moravce i grał w nim przez cały rok 2008. Z kolei na początku 2009 roku Słowak występował w amatorskim austriackim zespole UFC Tadten, a w drugiej połowie 2009 roku - w słowackim OŠK Šúrovce. W 2009 roku zakończył karierę.
| Sezon   | Klub                  | Kraj           | Rozgrywki      | Mecze | Bramki |
| ------- | --------------------- | -------------- | -------------- | ----- | ------ |
| 1991/92 | Spartak Trnawa        | Czechosłowacja | I. liga        | 20    | 4      |
| 1992/93 | Spartak Trnawa        | Czechosłowacja | I. liga        | 24    | 3      |
| 1993/94 | Spartak Trnawa        | Słowacja       | I. liga        | 26    | 1      |
| 1994/95 | Spartak Trnawa        | Słowacja       | I. liga        | 30    | 6      |
| 1995/96 | Spartak Trnawa        | Słowacja       | I. liga        | 30    | 10     |
| 1996/97 | Spartak Trnawa        | Słowacja       | I. liga        | 28    | 6      |
| 1997/98 | Spartak Trnawa        | Słowacja       | I. liga        | 29    | 11     |
| 1998/99 | Spartak Trnawa        | Słowacja       | I. liga        | 26    | 8      |
| 1999/00 | Spartak Trnawa        | Słowacja       | I. liga        | 26    | 8      |
| 2000/01 | 1. FK Drnovice        | Czechosłowacja | Gambrinus Liga | 15    | 1      |
| 2000/01 | Spartak Trnawa        | Słowacja       | I. liga        | 15    | 1      |
| 2001/02 | Slovan Bratysława     | Słowacja       | I. liga        | 16    | 2      |
| 2001/02 | Spartak Trnawa        | Słowacja       | I. liga        | 11    | 7      |
| 2002/03 | Spartak Trnawa        | Słowacja       | I. liga        | 22    | 4      |
| 2003/04 | Spartak Trnawa        | Słowacja       | I. liga        | 28    | 9      |
| 2004/05 | Spartak Trnawa        | Słowacja       | I. liga        | 29    | 2      |
| 2005/06 | Spartak Trnawa        | Słowacja       | I. liga        | 22    | 4      |
| 2006/07 | Spartak Trnawa        | Słowacja       | I. liga        | 14    | 3      |
| 2007/08 | FC Senec              | Słowacja       | I. liga        | 13    | 3      |
| 2007/08 | FC ViOn Zlaté Moravce | Słowacja       | I. liga        | 12    | 1      |
| 2008/09 | FC ViOn Zlaté Moravce | Słowacja       | I. liga        | 11    | 1      |
| 2008/09 | UFC Tadten            | Austria        | IV. liga       | ?     | ?      |

## Kariera reprezentacyjna
W reprezentacji Słowacji Ujlaky zadebiutował 22 lutego 1995 roku w przegranym 0:5 towarzyskim meczu z Brazylią. W swojej karierze grał w eliminacjach do Euro 96, MŚ 1998 i Euro 2000. W kadrze narodowej od 1995 do 2001 roku rozegrał 40 meczów i strzelił 2 gole.